# Grantickeporing
Grantickeporing (Skeletocutis chrysella) är en svampart som tillhör divisionen basidiesvampar, och som beskrevs av Tuomo Niemelä. Grantickeporing ingår i släktet Skeletocutis, och familjen Polyporaceae. Enligt den finländska rödlistan är arten nära hotad i Finland. Enligt den svenska rödlistan är arten sårbar i Sverige. Arten förekommer i Svealand, Nedre Norrland och Övre Norrland. Artens livsmiljö är friska och lundartade naturmoskogar.